# Abel Campos
Afonso Abel de Campos (ur. 4 maja 1962 w Luandzie) – angolski piłkarz występujący na pozycji pomocnika. Ojciec Djalmy Camposa, również piłkarza.

## Kariera klubowa
Campos karierę rozpoczynał w 1982 roku w zespole Petro Atlético Luanda. Pięciokrotnie zdobył z nim mistrzostwo Angoli (1982, 1984, 1986, 1987, 1988), a także raz Puchar Angoli. W 1988 roku przeszedł do portugalskiej Benfiki. W tym samym roku wygrał z nią Superpuchar Portugalii, a w 1989 roku wywalczył mistrzostwo Portugalii. W 1990 roku odszedł do Estreli Amadora, gdzie spędził rok.
Następnie Campos występował w SC Braga, Benfice Castelo Branco i FC Alverca, a także indonezyjskich drużynach Gelora Dewata i PSIS Semarang. W 1998 roku zakończył karierę.

## Kariera reprezentacyjna
W reprezentacji Angoli Campos grał w latach 1988–1996. W 1996 roku został powołany do kadry na Puchar Narodów Afryki. Zagrał na nim w meczach z Egiptem (1:2), RPA (0:1) oraz Kamerunem (3:3), a Angola odpadła z turnieju po fazie grupowej.

## Źródła
- Abel Campos w bazie National Football Teams (ang.)